# 洲上乡
洲上乡，是中华人民共和国江西省宜春市樟树市下辖的一个乡镇级行政单位。

## 行政区划
洲上乡下辖以下地区：
大洲社区、严埠村、袁家村、蒋家村、中团村、牌楼村、天符村、小洲村、店前村、铜江村、灌溪村、湖西村、逢中村、村楼村、双塘村、洲山村、溪西村、榆树村、田段村、滩下村、雄杨村和市园艺场生活区。